# 해저 통신 케이블

해저 통신 케이블 3차원 단면.
1 - 폴리에틸렌
2 - Mylar 테이프
3 - 표준 강철 선
4 - 알루미늄 물 차단막
5 - 폴리카보네이트
6 - 구리 및 알루미늄 튜브
7 - 바셀린
8 - 광섬유

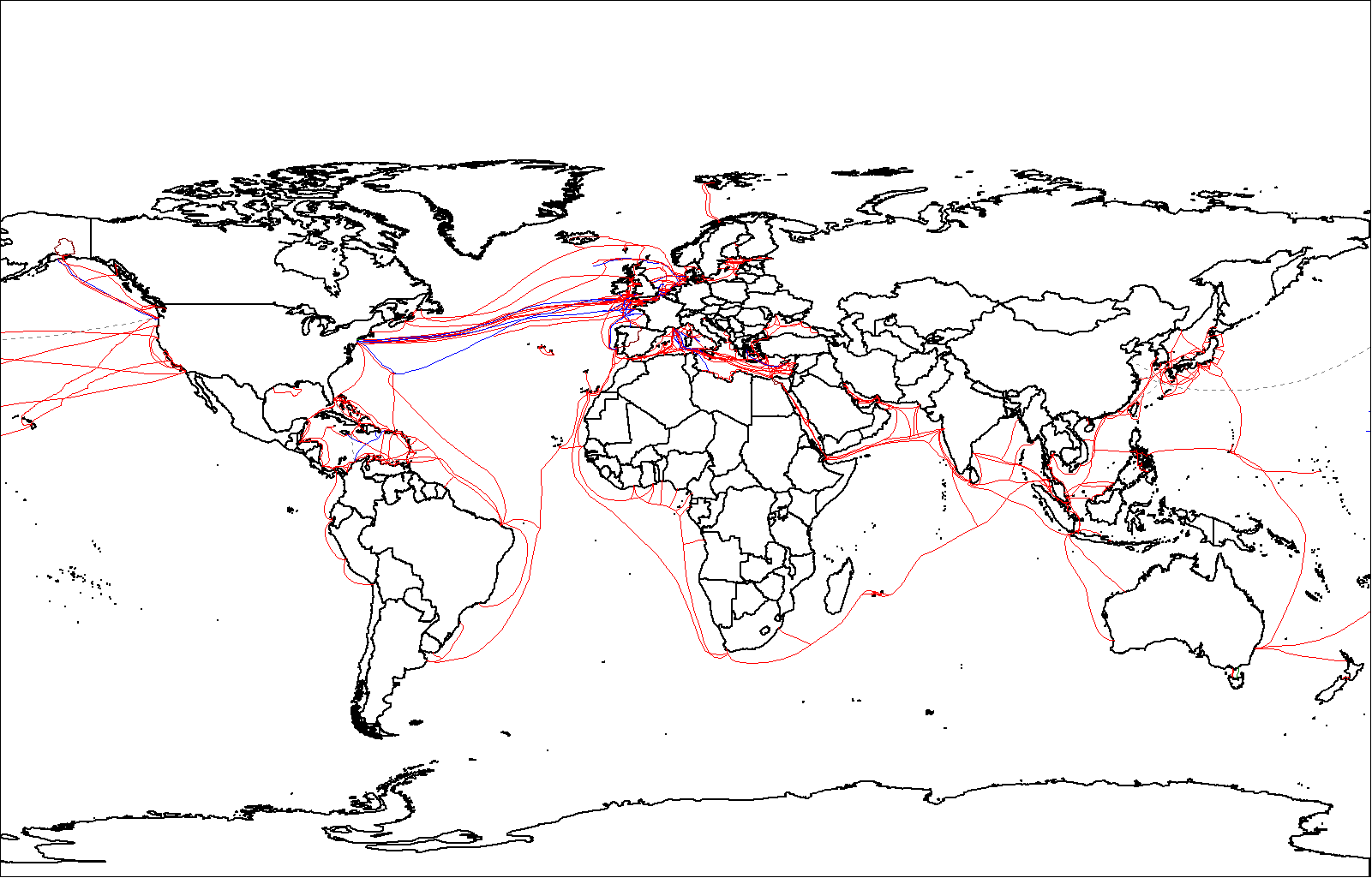
해저 케이블의 지도 (2007년)

해저 통신 케이블(문화어: 해저까벨)은 물 속에서 전기 통신 신호를 전달하기 위하여 바다 아래에 놓는 케이블이다. 일반적으로 '해저 광케이블'로도 알려져 있지만 역사적으로는 한때 광케이블이 아닌 구리 등의 재질도 이용되었다.
최초의 해저 통신 케이블은 전보 트래픽을 전달하였다. 케이블은 처음에 전화 트래픽을 전달하였고 나중에 데이터 통신 트래픽을 전달하였다. 현대의 모든 케이블은 광섬유 기술을 이용하여 디지털 신호를 전달한다. 이로써 전화 트래픽뿐 아니라 인터넷, 개인 데이터 트래픽까지 전송하는 데 이용한다. 일반적으로 지름이 69 mm(2.7인치)이며 무게는 미터당 10 kg(7 lb/피트)이지만 더 가늘고 더 가벼운 케이블이 심해 지역에 쓰인다. 2010년 기준으로 해저 케이블은 남극을 제외한 전 세계의 대륙을 연결해 놓고 있다.
케이블은 트롤망, 닻, 지진, 해저 눈사태로 부서질 수 있으며, 심지어는 상어가 케이블을 무는 경우에도 손상을 입을 수 있다. 이러한 케이블을 수리하는 선박이 별도로 존재한다.

## 유명한 사건
1929년 그랜드뱅크스 지진으로 막대한 해저 진흙 사태가 벌어져서 아틀란타를 지나는 일련의 케이블들이 손상되었다.
2011년 도호쿠 지방 태평양 앞바다 지진으로 인해 일본과 연결된 수많은 해저 케이블이 손상되었다.
- APCN 2: 중국, 홍콩, 일본, 대한민국, 말레이시아, 필리핀, 싱가포르, 대만을 연결하는 아시아 간 케이블
- 태평양 북서
- EAC-C2C 일부 (팩넷)
- 일본-미국 (KT)
- PC-1 해저 케이블 시스템 (NTT)

## 같이 보기
- 광케이블